# 41. Golden Globe-gála
A 41. Golden Globe-gálára 1984. január 28-án, vasárnap került sor, az 1983-ban mozikba, vagy képernyőkre került amerikai filmeket, illetve televíziós sorozatokat díjazó rendezvényt a kaliforniai Beverly Hillsben, a Beverly Hilton Hotelben tartották meg.
A 41. Golden Globe-gálán Paul Newman vehette át a Cecil B. DeMille-életműdíjat.

## Filmes díjak
A nyertesek félkövérrel jelölve.
| Legjobb filmes díjak | Legjobb filmes díjak |
| Legjobb filmdráma | Legjobb vígjáték vagy zenés film |
| --- | --- |
| - Becéző szavak - Reuben, Reuben - Az igazak - Silkwood - Az Úr kegyelméből | - Yentl - A nagy borzongás - Flashdance - Szerepcsere - Zelig |
| Legjobb filmes alakítások (filmdráma) | |
| Színész | Színésznő |
| - Tom Courtenay – Az öltöztető' - Robert Duvall – Az Úr kegyelméből - Tom Conti – Reuben, Reuben - Richard Farnsworth – The Grey Fox - Albert Finney – Az öltöztető - Al Pacino – A sebhelyesarcú - Eric Roberts – Egy aktmodell halála | - Shirley MacLaine – Becéző szavak - Jane Alexander – Testamentum - Bonnie Bedelia – Nő a volánnál - Meryl Streep – Silkwood - Debra Winger – Becéző szavak                                     |
| Legjobb filmes alakítások (vígjáték vagy zenés film) | |
| Színész | Színésznő |
| - Michael Caine – Rita többet akar - Woody Allen – Zelig - Tom Cruise – Kockázatos üzlet - Eddie Murphy – Szerepcsere - Mandy Patinkin – Yentl                                                                                          | - Julie Walters – Rita többet akar - Anne Bancroft – Lenni vagy nem lenni - Jennifer Beals – Flashdance - Linda Ronstadt – Penzance kalózai - Barbra Streisand – Yentl                          |
| Legjobb mellékszereplők (filmdráma, vígjáték vagy zenés film) | |
| Színész | Színésznő |
| - Jack Nicholson – Becéző szavak - Steven Bauer – A sebhelyesarcú - Charles Durning – Lenni vagy nem lenni - Gene Hackman – Tűzvonalban - Kurt Russell – Silkwood                                                                       | - Cher – Silkwood - Barbara Carrera – Soha ne mondd, hogy soha - Tess Harper – Az Úr kegyelméből - Linda Hunt – A veszélyes élet éve - Joanna Pacuła – Gorkij park                              |
| Egyéb | |
| Legjobb rendező | Legjobb forgatókönyv |
| - Barbra Streisand – Yentl - Bruce Beresford – Az Úr kegyelméből - Ingmar Bergman – Fanny és Alexander - James L. Brooks – Becéző szavak - Mike Nichols – Silkwood - Peter Yates – Az öltöztető                                         | - James L. Brooks – Becéző szavak - Barbara Benedek, Lawrence Kasdan – A nagy borzongás - Ronald Harwood – Az öltöztető - Willy Russell – Rita többet akar - Julius J. Epstein – Reuben, Reuben |
| Legjobb eredeti filmzene | Legjobb eredeti filmbetétdal |
| - Giorgio Moroder – Flashdance - Stewart Copeland – Rablóhal - Giorgio Moroder – A sebhelyesarcú - Jerry Goldsmith – Tűzvonalban - Alan Bergman, Marilyn Bergman, Michel Legrand – Yentl                                                | - „Flashdance... What a Feeling” – Flashdance - „Far from Over” – Életben marad - „Maniac” – Flashdance - „Over You” – Az Úr kegyelméből - „The Way He Makes Me Feel” – Yentl                   |
| Legjobb idegen nyelvű film | |
| - Fanny és Alexander – Svédország - Carmen – Spanyolország - Az öltöztető – Anglia - Rita többet akar – Anglia - The Grey Fox – Kanada                                                                                                  | |

## Televíziós díjak
A nyertesek félkövérrel jelölve.
| Legjobb televíziós sorozatok | Legjobb televíziós sorozatok |
| Filmdráma | Vígjáték vagy zenés film |
| --- | --- |
| - Dinasztia - Cagney & Lacey - Dallas - Hart to Hart - Zsarublues | - Fame - Buffalo Bill - Cheers - Newhart - Taxi |
| Minisorozat vagy tévéfilm | |
| - A tövismadarak - Kennedy - Forrongó világ - Heart of Steel - Szeressétek a gyermekeimet! | |
| Legjobb alakítás televíziós sorozatban (filmdráma) | |
| Színész | Színésznő |
| - John Forsythe – Dinasztia - James Brolin – Hotel - Tom Selleck – Magnum - Daniel J. Travanti – Zsarublues - Robert Wagner – Hart to Hart                                                                | - Jane Wyman – Falcon Crest - Joan Collins – Dinasztia - Tyne Daly – Cagney & Lacey - Linda Evans – Dinasztia - Stefanie Powers – Hart to Hart |
| Legjobb alakítás televíziós sorozatban (vígjáték vagy zenés film) | |
| Színész | Színésznő |
| - John Ritter – Three's Company - Dabney Coleman – Buffalo Bill - Ted Danson – Cheers - Robert Guillaume – Benson - Bob Newhart – Newhart                                                                 | - Joanna Cassidy – Buffalo Bill - Debbie Allen – Fame - Madeline Kahn – Oh Madeline - Shelley Long – Cheers - Isabel Sanford – The Jeffersons |
| Legjobb alakítás minisorozatban vagy tévéfilmben | |
| Színész | Színésznő |
| - Richard Chamberlain – A tövismadarak - Robert Blake – Blood Feud - Louis Gossett Jr. – Sadat - Martin Sheen – Kennedy - Peter Strauss – Heart of Steel                                                  | - Ann-Margret – Szeressétek a gyermekeimet! - Susan Blakely – Will There Really Be a Morning? - Richard Farnsworth – Will There Really Be a Morning? - Blair Brown – Kennedy - Gena Rowlands – Született csütörtökön - Rachel Ward – A tövismadarak    |
| Legjobb mellékszereplő televíziós sorozatban, minisorozatban vagy tévéfilmben | |
| Mellékszereplő színész | Mellékszereplő színésznő |
| - Richard Kiley – A tövismadarak - Bryan Brown – A tövismadarak - John Houseman – Forrongó világ - Perry King – The Hasty Heart - Rob Lowe – Született csütörtökön - Jan-Michael Vincent – Forrongó világ | - Barbara Stanwyck – A tövismadarak - Polly Holliday – The Gift of Love: A Christmas Story - Angela Lansbury – The Gift of Love: A Christmas Story - Piper Laurie – A tövismadarak - Jean Simmons – A tövismadarak - Victoria Tennant – Forrongó világ |

## Különdíjak

### Cecil B. DeMille-életműdíj
A Cecil B. DeMille-életműdíjat Paul Newman vehette át.

### Miss/Mr.Golden Globe
- Lori Leonelli, Rhonda Shear[3]

## Fordítás
- Ez a szócikk részben vagy egészben  a(z)   41st Golden Globe Awards című angol Wikipédia-szócikk fordításán alapul.  Az eredeti cikk szerkesztőit annak laptörténete sorolja fel. Ez a jelzés csupán a megfogalmazás eredetét és a szerzői jogokat jelzi, nem szolgál a cikkben szereplő információk forrásmegjelöléseként.